# Gyimesfelsőlok
Gyimesfelsőlok (románul: Lunca de Sus, németül: Gimesch) falu Romániában, Erdélyben, Hargita megyében.

## Földrajz
Csíkszeredától 30 km-re északkeletre a Tatros völgyében fekvő hosszan elnyúló szórványtelepülés. Részei: Sántatelek, Komját, Bothavaspataka, Rajkók vagy Farkasokpataka, Rána- vagy Ciherekpataka, Görbepataka, Ugrapataka, Szőcsökpataka, Gáborokpataka, Récepataka, Nyíresalja.

### Patakszabályozás
Az Európai Unió pénzügyi támogatásával 2009 novemberére valósult meg a Görbe-patak árvízvédelmi szabályozása. Bár a patakban az év nagy részében csak néhány centiméternyi víz csörgedez, nagy a patak vízgyűjtője és esőzéskor a meder gyorsan feltelik, időről időre elöntve a patakmenti ingatlanokat és a közutat. A bákói Szeret Vízügyi Igazgatóság munkatársai úgy ítélték meg, hogy a hirtelen áradások elhárítása a patak vízelvezető csatornává alakításával oldható meg. A patakszabályozás keretében egy 1400 méteres szakaszon 2 méter széles és 2,5 méter mély betonteknőbe foglalták a patakot, melynek az alját is lebetonozták és kővel fedték. A patak-menti ingatlanokra behajtást lehetővé tévő széles hidakat létesítettek, az utat pedig szalagkorláttal látták el.
A környezetvédők szerint madarak, halak, békák és egyéb állatfajták életét befolyásolja a betonteknős megoldás. A helyi lakosság és a polgármesteri hivatal elégedettek a választott megoldással és azt a fejlődés jelének tekintik, a patakból pedig egyébként is kipusztultak már a halak a szennygödrökböl odaszivárgó szennyvíz miatt.
A hivatalos elképzelések szerint a Tatros-folyót és a belé ömlő hegyi patakok egy részét is hasonló módszerrel kívánják szabályozni, amennyiben a szükséges pénzügyi források rendelkezésre állnak.

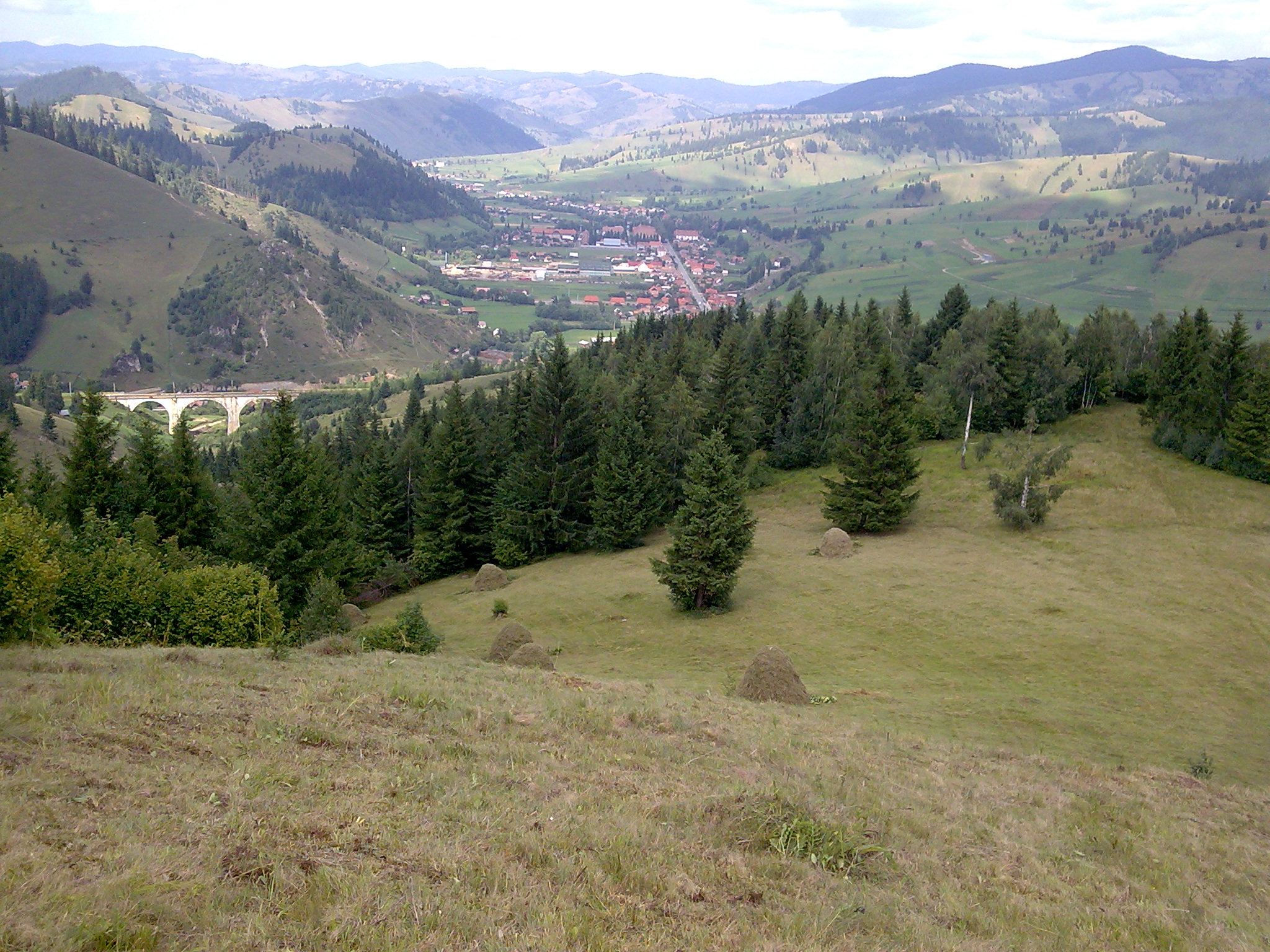
Gyimesfelsőlok
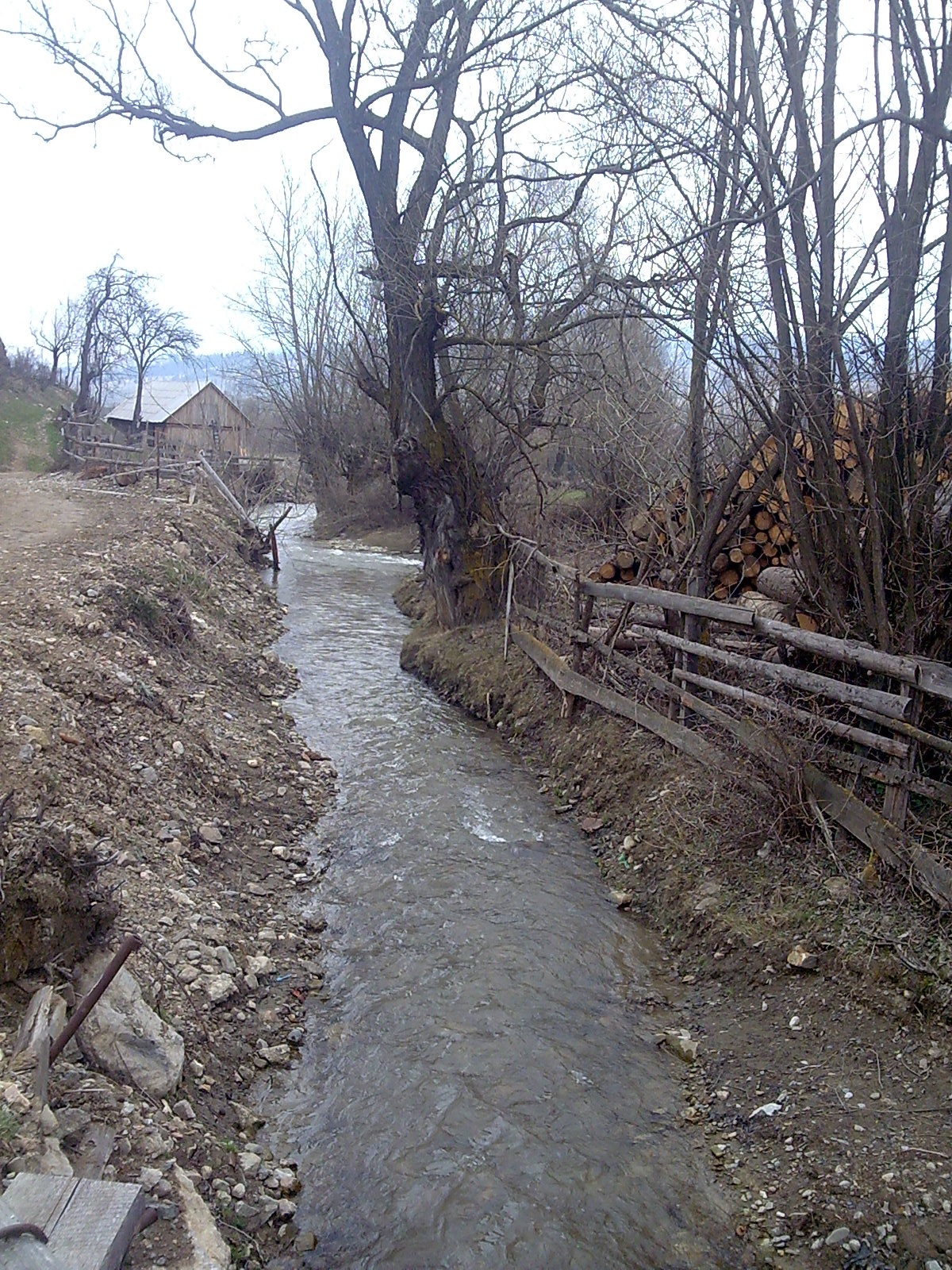
A szabályozatlan Görbe-patak
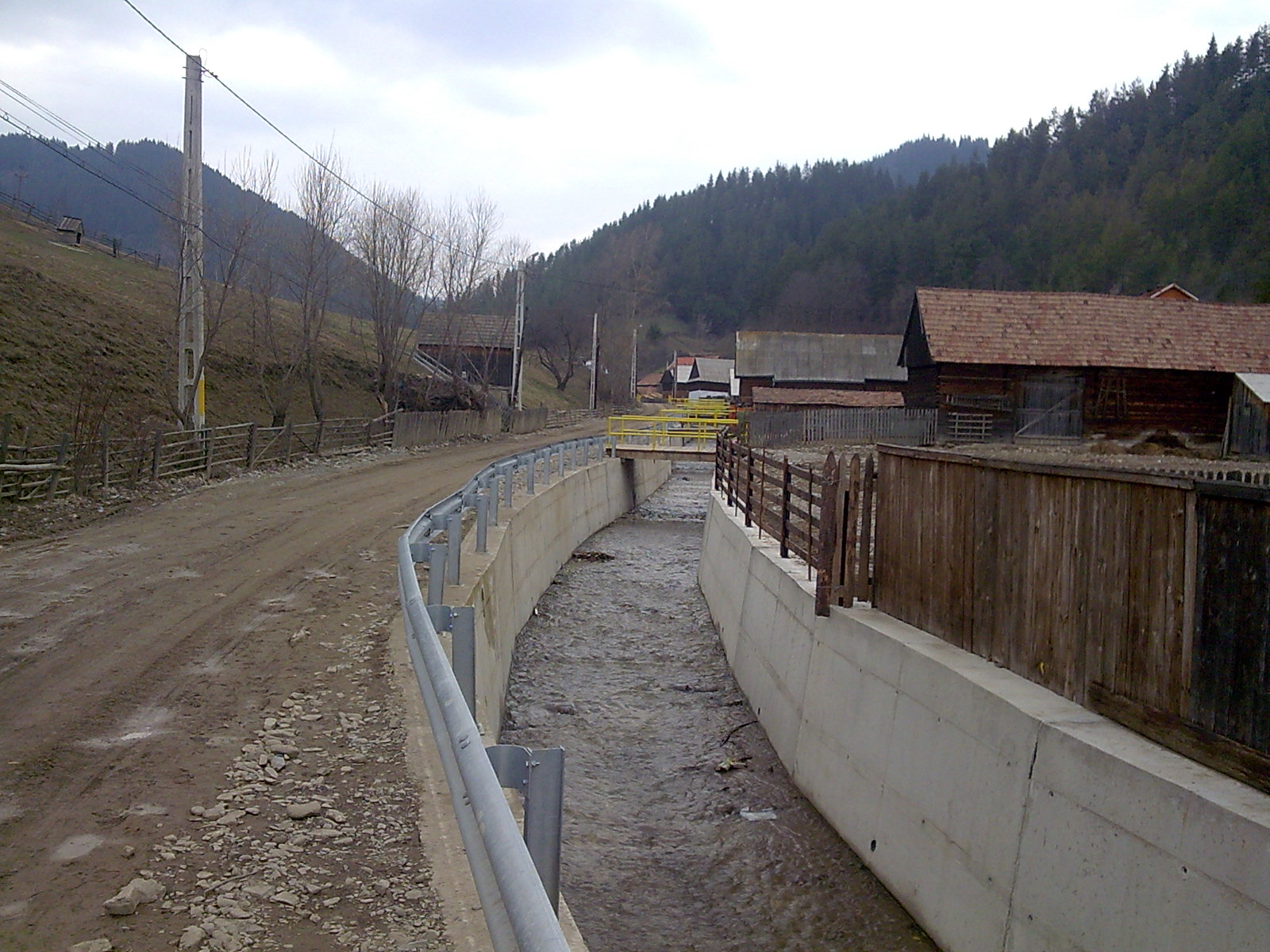
A szabályozott Görbe-patak
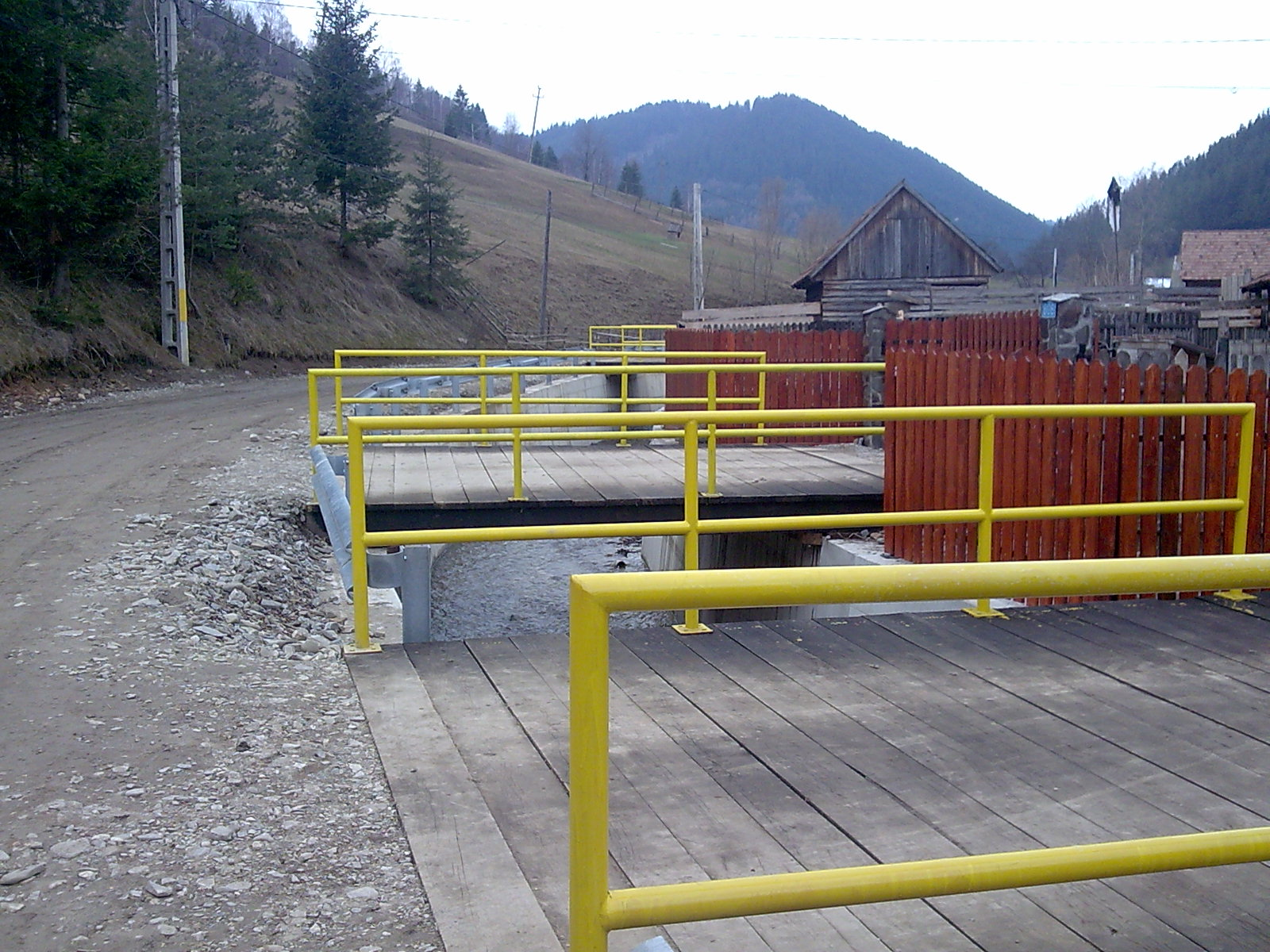
Utcarészlet Görbepatakáról
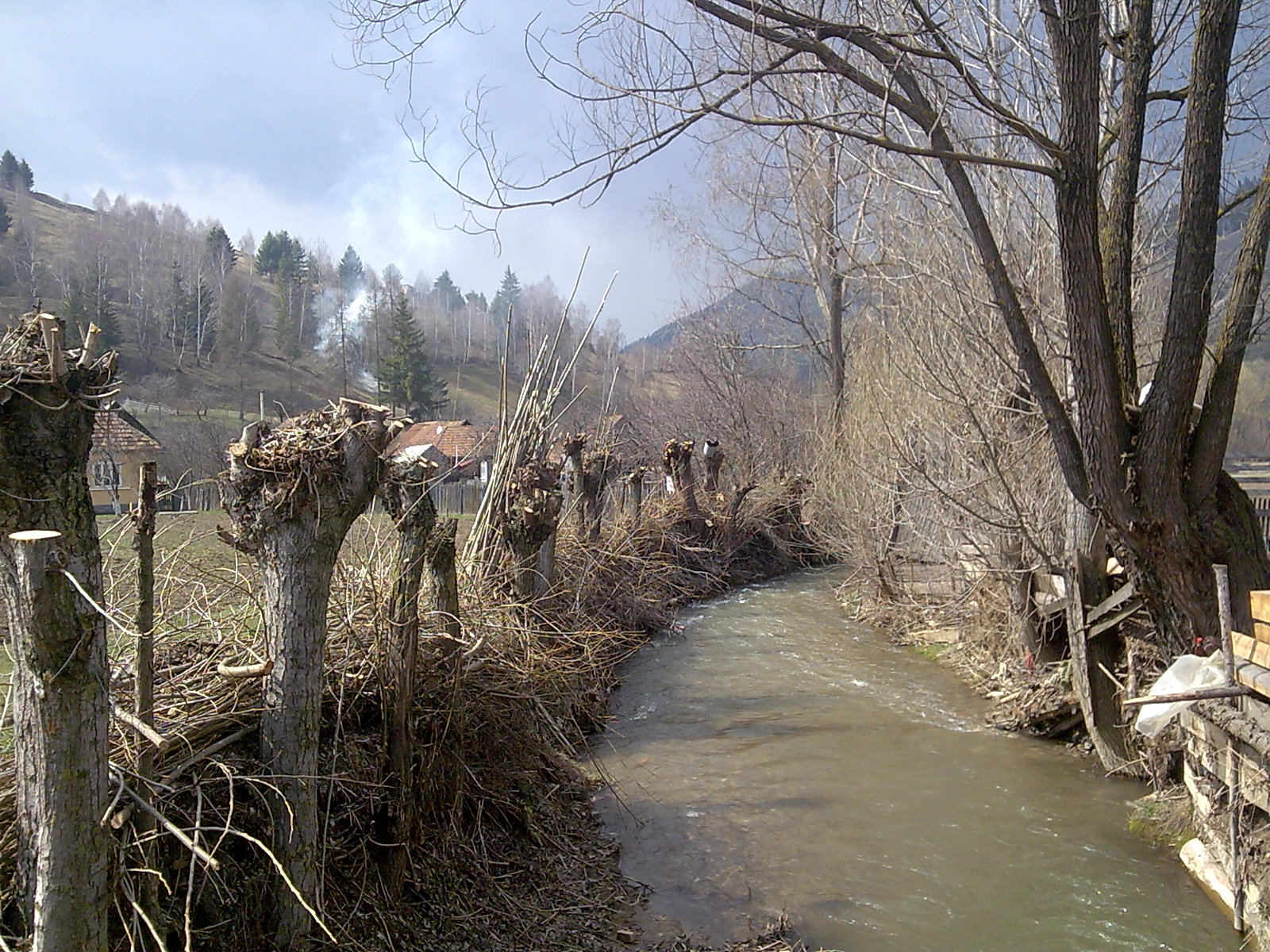
Hagyományos árvízvédelem a Tatroson

## Történelem
A település a 16. században jött létre Szépvíz és Csíkszentmihály határrészeiből, de teljesen csak 1850 körül önállósult. Neve a szláv eredetű, magyar lok (= kis völgy, mélyedés) főnévből származik.
A település közel fekszik a régi magyar határhoz, ezért biztosítani kellett a védelmet. A tatár betörések alkalmával legtöbbször a falu is áldozatul esett. Végül, 1701–1702-ben elkezdték az építkezést, s a falu melletti hegyen egy, még ma is látható sáncot ástak. Napjainkban mintegy 120-150 méter hosszan kivehető a régi sánc helye.
1910-ben 2288 lakosából 2170 magyar és 4 román volt. A trianoni békeszerződésig Csík vármegye Szépvízi járásához tartozott.
Az Árpád-házi Szent Erzsébet Római Katolikus Teológiai Líceum 1994-ben épült.

## Gazdaság
Lakói állattenyésztéssel, fakitermeléssel foglalkoznak.

## Népesség
2002-ben társközségeivel együtt 3424 lakosából 3365 magyar és 59 román volt.

## Turizmus
A település nevezetességei:
- Csapó-hegyi sánc
- Görbepataki Bagolyvár romjai
- Görbepataki kápolna
- Szép-havasi Szentlélek kápolna
- Hősök temetője

## Személyek
- Itt született Rugonfalvi Kiss István (1881) történész a székely történet kiváló kutatója
- Itt született Tankó Gyula (1939–) író, néprajzkutató
- Itt született és élt Antal Imre (1944–2017) festőművész
- Itt született és élt Timár Károly (1958 - 2015) grafikus

## Testvértelepülések
1. Tiszakécske, Magyarország, Bács-Kiskun megye
2. Csorna, Magyarország, Győr-Moson-Sopron megye
3. Jászberény, Magyarország, Jász-Nagykun-Szolnok megye
4. Pilisszántó, Magyarország, Pest megye